# Giải vô địch bóng đá trẻ thế giới 1993
Giải vô địch bóng đá trẻ thế giới 1993, được biết đến với tên gọi 1993 FIFA/Coca-Cola World Youth Championship vì lý do tài trợ, là giải đấu lần thứ 9 của Giải vô địch bóng đá trẻ thế giới. Brasil đã đánh bại Ghana với tỷ số 2–1 để giành chức vô địch lần thứ ba. Giải đấu diễn ra tại năm thành phố ở Úc. Giải đấu ban đầu được tổ chức tại Nam Tư, nhưng do Chiến tranh Nam Tư, giải đã được chuyển quyền đăng cai đến Úc.

## Địa điểm
| Sydney                                                     | Melbourne                 | Adelaide           |
| ---------------------------------------------------------- | ------------------------- | ------------------ |
| Sân vận động Sydney                                        | Sân vận động Olympic Park | Football Park      |
| Sức chứa: 45,500                                           | Sức chứa: 18,500          | Sức chứa: 51,240   |
|                                                            |                           |                    |
| SydneyMelbourneAdelaideBrisbaneCanberra Location of venues |                           |                    |
| Brisbane                                                   | Brisbane                  | Canberra           |
| Lang Park                                                  | Lang Park                 | Sân vận động Bruce |
| Sức chứa: 52,500                                           | Sức chứa: 52,500          | Sức chứa: 25,011   |
|                                                            |                           |                    |

## Vòng loại
Lần đầu tiên, Nga tham gia thi đấu sau khi Liên Xô tan rã. Đây cũng là lần đầu tiên Đức thi đấu sau khi thống nhất. Tuy nhiên, vì họ được chỉ định là hậu duệ của Đông Đức và Tây Đức nên họ không được coi là những đội lần đầu tiên tham dự giải đấu.
| Liên đoàn                         | Giải đấu loại                           | Các đội tuyển vượt qua vòng loại                     |
| --------------------------------- | --------------------------------------- | ---------------------------------------------------- |
| AFC (châu Á)                      | Giải vô địch bóng đá trẻ châu Á 1992    | Ả Rập Xê Út · Hàn Quốc                               |
| CAF (châu Phi)                    | Giải vô địch bóng đá trẻ châu Phi 1993  | Cameroon · Ghana1                                    |
| CONCACAF (Bắc, Trung Mỹ & Caribe) | Giải vô địch bóng đá U-20 CONCACAF 1992 | México · Hoa Kỳ                                      |
| CONMEBOL (Nam Mỹ)                 | Giải vô địch bóng đá trẻ Nam Mỹ 1992    | Brasil · Colombia · Uruguay                          |
| OFC (châu Đại Dương)              | Chủ nhà                                 | Úc                                                   |
| UEFA (châu Âu)                    | Giải vô địch bóng đá U-18 châu Âu 1992  | Anh · Đức2 · Na Uy · Bồ Đào Nha · Nga3 · Thổ Nhĩ Kỳ1 |

1.^ Các đội tuyển lần đầu tiên tham dự.
2.^ Họ được chọn là hậu duệ của Tây Đức hiện đã không còn tồn tại, đã đủ điều kiện tham dự các mùa giải năm 1981 và 1987. Đông Đức hiện đã không còn tồn tại đã đủ điều kiện tham dự các mùa giải năm 1987 và 1989.
3.^ Nga lần đầu tham dự với tư cách là quốc gia độc lập. Họ được chọn là hậu duệ của Liên Xô hiện đã không còn tồn tại, đã đủ  kiện tham dự các mùa giải năm 1977, 1979, 1983, 1985, 1989 và 1991.

## Vòng bảng
16 đội được chia thành 4 bảng, mỗi bảng bốn đội. Bốn đội nhất bảng và đội nhì bảng đủ điều kiện tham gia vòng đấu loại trực tiếp.

### Bảng A
| VT | Đội      | ST | T | H | B | BT | BB | HS | Đ | Giành quyền tham dự     |
| -- | -------- | -- | - | - | - | -- | -- | -- | - | ----------------------- |
| 1  | Nga      | 3  | 2 | 0 | 1 | 6  | 4  | +2 | 4 | Vòng đấu loại trực tiếp |
| 2  | Úc (H)   | 3  | 2 | 0 | 1 | 5  | 4  | +1 | 4 | Vòng đấu loại trực tiếp |
| 3  | Cameroon | 3  | 1 | 0 | 2 | 4  | 5  | −1 | 2 |                         |
| 4  | Colombia | 3  | 1 | 0 | 2 | 5  | 7  | −2 | 2 |                         |

| Úc                       | 2–1      | Colombia     |
| ------------------------ | -------- | ------------ |
| Milicic 39' · Muscat 78' | Chi tiết | Zambrano 35' |

| Nga                       | 2–0      | Cameroon |
| ------------------------- | -------- | -------- |
| Zazulin 1' · Karataev 37' | Chi tiết |          |

| Colombia                         | 3–2      | Cameroon             |
| -------------------------------- | -------- | -------------------- |
| Zambrano 43', 83' · Restrepo 45' | Chi tiết | Foé 12' · Ndiefi 44' |

| Úc                                                | 3–1      | Nga        |
| ------------------------------------------------- | -------- | ---------- |
| Magomedov 12' (l.n.) · Milicic 69' · Agostino 81' | Chi tiết | Chudin 18' |

| Colombia                | 1–3      | Nga                                              |
| ----------------------- | -------- | ------------------------------------------------ |
| Betancourth 63' (ph.đ.) | Chi tiết | Karataev 6' (ph.đ.) · Ananko 19' · Savchenko 86' |

| Úc | 0–2      | Cameroon                 |
| -- | -------- | ------------------------ |
|    | Chi tiết | Tchoutang 44' · Embe 90' |

### Bảng B
| VT | Đội        | ST | T | H | B | BT | BB | HS | Đ | Giành quyền tham dự     |
| -- | ---------- | -- | - | - | - | -- | -- | -- | - | ----------------------- |
| 1  | Uruguay    | 3  | 2 | 1 | 0 | 5  | 3  | +2 | 5 | Vòng đấu loại trực tiếp |
| 2  | Ghana      | 3  | 1 | 2 | 0 | 5  | 3  | +2 | 4 | Vòng đấu loại trực tiếp |
| 3  | Đức        | 3  | 1 | 1 | 1 | 4  | 4  | 0  | 3 |                         |
| 4  | Bồ Đào Nha | 3  | 0 | 0 | 3 | 1  | 5  | −4 | 0 |                         |

| Bồ Đào Nha | 0–1        | Đức         |
| ---------- | ---------- | ----------- |
|            | (Chi tiết) | Jancker 86' |

| Uruguay    | 1–1        | Ghana       |
| ---------- | ---------- | ----------- |
| Correa 22' | (Chi tiết) | Ahinful 72' |

| Đức                             | 2–2        | Ghana                  |
| ------------------------------- | ---------- | ---------------------- |
| Breitenreiter 39' · Jancker 80' | (Chi tiết) | Kuffour 36' · Duah 70' |

| Bồ Đào Nha | 1–2        | Uruguay         |
| ---------- | ---------- | --------------- |
| Bambo 32'  | (Chi tiết) | O'Neill 8', 87' |

| Đức               | 1–2        | Uruguay               |
| ----------------- | ---------- | --------------------- |
| Breitenreiter 74' | (Chi tiết) | López 2' · Correa 65' |

| Bồ Đào Nha | 0–2        | Ghana                    |
| ---------- | ---------- | ------------------------ |
|            | (Chi tiết) | Lamptey 5' · Akonnor 42' |

### Bảng C
| VT | Đội        | ST | T | H | B | BT | BB | HS | Đ | Giành quyền tham dự     |
| -- | ---------- | -- | - | - | - | -- | -- | -- | - | ----------------------- |
| 1  | Anh        | 3  | 2 | 1 | 0 | 3  | 1  | +2 | 5 | Vòng đấu loại trực tiếp |
| 2  | Hoa Kỳ     | 3  | 1 | 1 | 1 | 8  | 3  | +5 | 3 | Vòng đấu loại trực tiếp |
| 3  | Hàn Quốc   | 3  | 0 | 3 | 0 | 3  | 3  | 0  | 3 |                         |
| 4  | Thổ Nhĩ Kỳ | 3  | 0 | 1 | 2 | 1  | 8  | −7 | 1 |                         |

| Hàn Quốc          | 1–1        | Anh        |
| ----------------- | ---------- | ---------- |
| Watson 32' (l.n.) | (Chi tiết) | Pearce 82' |

| Thổ Nhĩ Kỳ | 0–6        | Hoa Kỳ                                              |
| ---------- | ---------- | --------------------------------------------------- |
|            | (Chi tiết) | Baba 22' · Joseph 26', 72' · Faklaris 28', 46', 90' |

| Anh               | 1–0        | Hoa Kỳ |
| ----------------- | ---------- | ------ |
| Bart-Williams 69' | (Chi tiết) |        |

| Hàn Quốc       | 1–1        | Thổ Nhĩ Kỳ |
| -------------- | ---------- | ---------- |
| Cho Jin-ho 32' | (Chi tiết) | Reçber 85' |

| Anh         | 1–0        | Thổ Nhĩ Kỳ |
| ----------- | ---------- | ---------- |
| Joachim 12' | (Chi tiết) |            |

| Hàn Quốc              | 2–2        | Hoa Kỳ                   |
| --------------------- | ---------- | ------------------------ |
| Lee Ki-hyung 39', 52' | (Chi tiết) | Kelly 37' · Zavagnin 78' |

### Bảng D
| VT | Đội         | ST | T | H | B | BT | BB | HS | Đ | Giành quyền tham dự     |
| -- | ----------- | -- | - | - | - | -- | -- | -- | - | ----------------------- |
| 1  | Brasil      | 3  | 2 | 1 | 0 | 4  | 1  | +3 | 5 | Vòng đấu loại trực tiếp |
| 2  | México      | 3  | 2 | 0 | 1 | 6  | 3  | +3 | 4 | Vòng đấu loại trực tiếp |
| 3  | Ả Rập Xê Út | 3  | 0 | 2 | 1 | 1  | 2  | −1 | 2 |                         |
| 4  | Na Uy       | 3  | 0 | 1 | 2 | 0  | 5  | −5 | 1 |                         |

| México                      | 3–0        | Na Uy |
| --------------------------- | ---------- | ----- |
| Nieto 45', 71' · Olalde 84' | (Chi tiết) |       |

| Brasil | 0–0        | Ả Rập Xê Út |
| ------ | ---------- | ----------- |
|        | (Chi tiết) |             |

| Na Uy | 0–0        | Ả Rập Xê Út |
| ----- | ---------- | ----------- |
|       | (Chi tiết) |             |

| México    | 1–2        | Brasil                                 |
| --------- | ---------- | -------------------------------------- |
| Nieto 80' | (Chi tiết) | Adriano 22' (ph.đ.) · Gian 56' (ph.đ.) |

| Na Uy | 0–2        | Brasil                 |
| ----- | ---------- | ---------------------- |
|       | (Chi tiết) | Gian 59' · Adriano 62' |

| México           | 2–1        | Ả Rập Xê Út    |
| ---------------- | ---------- | -------------- |
| Salazar 60', 72' | (Chi tiết) | Al Takrouni 5' |

## Vòng đấu loại trực tiếp
|  | Tứ kết                 | Tứ kết                 |                     |       | Bán kết       | Bán kết       |  |  | Chung kết | Chung kết |
|  |                        |                        |                     |       |               |               |  |  |           |           |
|  | 13 tháng 3 - Sydney    |                        |                     |       |               |               |  |  |           |           |
|  |                        |                        |                     |       |               |               |  |  |           |           |
|  | Nga                    | 0                      |                     |       |               |               |  |  |           |           |
|  | Nga                    | 0                      | 17 tháng 3 - Sydney |       |               |               |  |  |           |           |
|  | Ghana                  | 3                      |                     |       |               |               |  |  |           |           |
|  | Ghana                  | 3                      | Ghana               | 2     |               |               |  |  |           |           |
|  | 14 tháng 3 - Melbourne |                        | Ghana               | 2     |               |               |  |  |           |           |
|  |                        | Anh                    | 1                   |       |               |               |  |  |           |           |
|  | Anh (pen.)             | Anh                    | 1                   | 0 (4) |               |               |  |  |           |           |
|  | Anh (pen.)             |                        | 20 tháng 3 - Sydney | 0 (4) |               |               |  |  |           |           |
|  | México                 | 0 (3)                  |                     |       |               |               |  |  |           |           |
|  | México                 | 0 (3)                  | Ghana               | 1     |               |               |  |  |           |           |
|  | 13 tháng 3 - Brisbane  |                        | Ghana               | 1     |               |               |  |  |           |           |
|  |                        | Brasil                 | 2                   |       |               |               |  |  |           |           |
|  | Uruguay                | Brasil                 | 2                   | 1     |               |               |  |  |           |           |
|  | Uruguay                | 17 tháng 3 - Melbourne |                     | 1     |               |               |  |  |           |           |
|  | Úc (aet)               | 2                      |                     |       |               |               |  |  |           |           |
|  | Úc (aet)               | 2                      | Úc                  | 0     |               |               |  |  |           |           |
|  | 14 tháng 3 - Adelaide  |                        | Úc                  | 0     |               |               |  |  |           |           |
|  |                        | Brasil                 | 2                   |       | Tranh hạng ba | Tranh hạng ba |  |  |           |           |
|  | Brasil                 | Brasil                 | 2                   | 3     | Tranh hạng ba | Tranh hạng ba |  |  |           |           |
|  | Brasil                 |                        | 20 tháng 3 - Sydney | 3     |               |               |  |  |           |           |
|  | Hoa Kỳ                 | 0                      |                     |       |               |               |  |  |           |           |
|  | Hoa Kỳ                 | 0                      | Anh                 | 2     |               |               |  |  |           |           |
|  |                        |                        |                     |       |               |               |  |  |           |           |
|  | Úc                     | 1                      |                     |       |               |               |  |  |           |           |
|  | Úc                     | 1                      |                     |       |               |               |  |  |           |           |

### Tứ kết
| Uruguay         | 1–2 (s.h.p.) | Úc                         |
| --------------- | ------------ | -------------------------- |
| Sena Lamela 21' | (Chi tiết)   | Agostino 59' · Carbone 99' |

| Nga | 0–3        | Ghana                             |
| --- | ---------- | --------------------------------- |
|     | (Chi tiết) | Ahinful 72' · Addo 75' · Asare 83 |

| Anh                                         | 0–0 (s.h.p.) | México                                          |
| ------------------------------------------- | ------------ | ----------------------------------------------- |
|                                             | (Chi tiết)   |                                                 |
| Loạt sút luân lưu                           |              |                                                 |
| Pollock · Caskey · Thompson · Bart-Williams | 4–3          | Olalde · Amante · Astivia · C. González · Solis |

| Brasil                       | 3–0        | Hoa Kỳ |
| ---------------------------- | ---------- | ------ |
| Bruno 32', 90' · Adriano 51' | (Chi tiết) |        |

### Bán kết
| Úc | 0–2        | Brasil                    |
| -- | ---------- | ------------------------- |
|    | (Chi tiết) | Marcelinho 77' · Catê 89' |

| Ghana                           | 2–1        | Anh                 |
| ------------------------------- | ---------- | ------------------- |
| Ahinful 14' (ph.đ.) · Gargo 24' | (Chi tiết) | Pollock 49' (ph.đ.) |

### Tranh hạng ba
| Anh                        | 2–1        | Úc          |
| -------------------------- | ---------- | ----------- |
| Unsworth 39' · Joachim 85' | (Chi tiết) | Milicic 52' |

### Chung kết
| Ghana    | 1–2        | Brasil             |
| -------- | ---------- | ------------------ |
| Duah 15' | (Chi tiết) | Yan 50' · Gian 88' |

## Vô địch
| Giải vô địch bóng đá trẻ thế giới 1993 |
| -------------------------------------- |
| · Brasil · Lần thứ 3                   |

## Giải thưởng
| Chiếc giày vàng | Quả bóng vàng | Giải phong cách FIFA |
| --------------- | ------------- | -------------------- |
| Henry Zambrano  | Adriano       | Anh                  |

## Cầu thủ ghi bàn
Henry Zambrano của Colombia đã giành giải thưởng Chiếc giày vàng khi ghi được 3 bàn thắng. Tổng cộng có 82 bàn thắng được ghi bởi 56 cầu thủ khác nhau, trong đó có 2 bàn phản lưới nhà.
3 bàn
- Ante Milicic
- Gian
- Adriano
- Henry Zambrano
- Augustine Ahinful
- Vicente Nieto
- Chris Faklaris

2 bàn
- Paul Agostino
- Julian Joachim
- André Breitenreiter
- Carsten Jancker
- Emmanuel Duah
- Luis Salazar
- Aleksandr Karatayev
- Lee Ki-hyung
- Miles Joseph
- Fabián O'Neill
- Fernando Correa

1 bàn
- Anthony Carbone
- Kevin Muscat
- Bruno Carvalho
- Catê
- Marcelinho Paulista
- Yan Razera
- Bernard Tchoutang
- David Embé
- Marc-Vivien Foé
- Pius Ndiefi
- Arley Betancourth
- Oscar Restrepo
- Chris Bart-Williams
- David Unsworth
- Ian Pearce
- Jamie Pollock
- Charles Akonnor
- Daniel Addo
- Isaac Asare
- Mohammed Gargo
- Nii Lamptey
- Samuel Kuffour
- Jesús Olalde
- Bambo
- Aleksei Savchenko
- Dmitri Ananko
- Igor Zazulin
- Sergei Chudin
- Abdullah Al Takrouni
- Cho Jin-ho
- Serkan Reçber
- Brian Kelly
- Imad Baba
- Kerry Zavagnin
- Diego López
- Sergio Sena Lamela

Bàn phản lưới nhà
- Steve Watson (trong trận gặp Hàn Quốc)
- Murad Magomedov (trong trận gặp Úc)

## Bảng xếp hạng giải đấu
| VT | Đội         | ST | T | H | B | BT | BB | HS | Đ  | Chung cuộc          |
| -- | ----------- | -- | - | - | - | -- | -- | -- | -- | ------------------- |
| 1  | Brasil      | 6  | 5 | 1 | 0 | 11 | 2  | +9 | 11 | Vô địch             |
| 2  | Ghana       | 6  | 3 | 2 | 1 | 11 | 6  | +5 | 8  | Á quân              |
| 3  | Anh         | 6  | 3 | 2 | 1 | 6  | 4  | +2 | 8  | Hạng ba             |
| 4  | Úc (H)      | 6  | 3 | 0 | 3 | 8  | 9  | −1 | 6  | Hạng tư             |
|    |             |    |   |   |   |    |    |    |    |                     |
| 5  | México      | 4  | 2 | 1 | 1 | 6  | 3  | +3 | 5  | Bị loại ở Tứ kết    |
| 6  | Uruguay     | 4  | 2 | 1 | 1 | 6  | 5  | +1 | 5  | Bị loại ở Tứ kết    |
| 7  | Nga         | 4  | 2 | 0 | 2 | 6  | 7  | −1 | 4  | Bị loại ở Tứ kết    |
| 8  | Hoa Kỳ      | 4  | 1 | 1 | 2 | 8  | 6  | +2 | 3  | Bị loại ở Tứ kết    |
|    |             |    |   |   |   |    |    |    |    |                     |
| 9  | Đức         | 3  | 1 | 1 | 1 | 4  | 4  | 0  | 3  | Bị loại ở Vòng bảng |
| 10 | Hàn Quốc    | 3  | 0 | 3 | 0 | 4  | 4  | 0  | 3  | Bị loại ở Vòng bảng |
| 11 | Cameroon    | 3  | 1 | 0 | 2 | 4  | 5  | −1 | 2  | Bị loại ở Vòng bảng |
| 12 | Colombia    | 3  | 1 | 0 | 2 | 5  | 7  | −2 | 2  | Bị loại ở Vòng bảng |
| 13 | Ả Rập Xê Út | 3  | 0 | 2 | 1 | 1  | 2  | −1 | 2  | Bị loại ở Vòng bảng |
| 14 | Na Uy       | 3  | 0 | 1 | 2 | 0  | 5  | −5 | 1  | Bị loại ở Vòng bảng |
| 15 | Thổ Nhĩ Kỳ  | 3  | 0 | 1 | 2 | 1  | 8  | −7 | 1  | Bị loại ở Vòng bảng |
| 16 | Bồ Đào Nha  | 3  | 0 | 0 | 3 | 1  | 5  | −4 | 0  | Bị loại ở Vòng bảng |